# Jonas Ljungblad

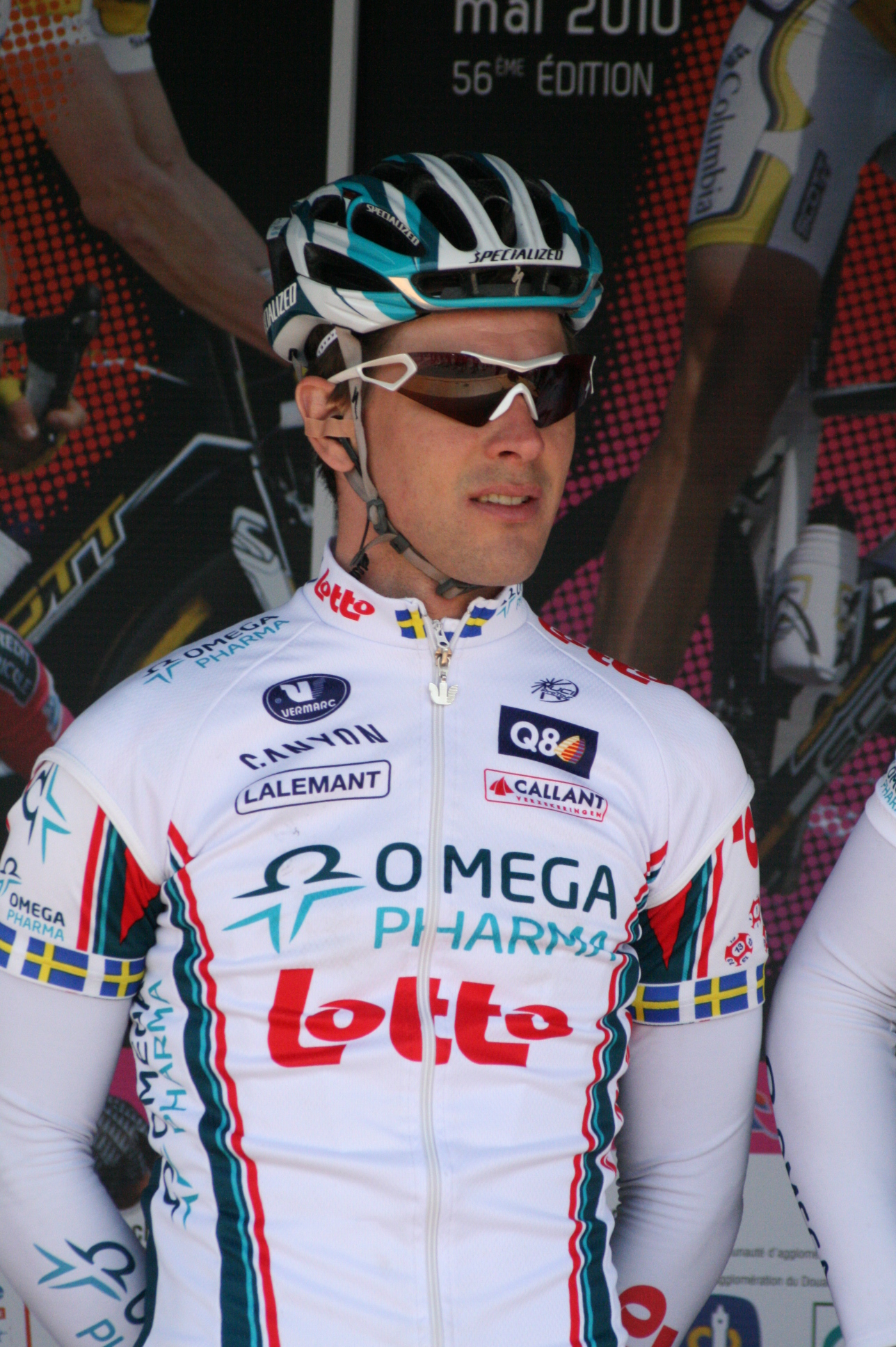
Jonas Ljungblad (2010)

Jonas Christer Ljungblad (* 15. Januar 1979 in Göteborg) ist ein schwedischer Sportlicher Leiter und ehemaliger Radrennfahrer.
Ljungblad wurde 2002 Profi bei Amore e Vita. Er gewann 2004 eine Etappe der Slowenien-Rundfahrt, eine Etappe der Herald Sun Tour und wurde Erster in der Gesamtwertung. In der Saison 2005 wurde er schwedischer Meister und gewann die Tour de Vendée. Aufgrund dieser guten Resultate bekam er 2006 einen Vertrag beim Professional Continental Team Unibet.com.
2013 war Ljungblad zunächst Sportlicher Leiter beim Radsportteam Concordia Forsikring-Riwal, wechselte aber im Mai des Jahres als Sportchef zum schwedischen Radsportverband Svenska Cykelförbundet.

## Erfolge
2004
- Gesamtwertung Herald Sun Tour

2005
- Tour du Lac Léman
- Tour de Vendée
- Schwedischer Meister im Straßenrennen

2006
- Etappensieg Tour de Luxembourg

2008
- eine Etappe Circuit Ardennes
- eine Etappe Volta da Ascension
- Schwedischer Meister im Straßenrennen
- eine Etappe Grande Prémio Internacional de Torres Vedras
- eine Etappe Vuelta Ciclista a León

## Teams
- 2002 Amore & Vita-Beretta
- 2003 Team Bianchi Scandinavia
- 2004 Amore & Vita-Beretta
- 2005 Amore & Vita-Beretta
- 2006 Unibet.com
- 2007 Unibet.com
- 2008 P3 Transfer-Batavus
- 2009 Silence-Lotto
- 2010 Omega Pharma-Lotto
- 2011 Team Differdange-Magic-SportFood.de
- 2012 Team Differdange-Magic-SportFood.de